# Bahnstrecke Lottengrün–Plauen
| Streckennummer: | 6669; sä. LPC                      |                              |                              |
| Kursbuchstrecke: | 142b (1934) 172f (1946) 445 (1970) |                              |                              |
| Streckenlänge: | 12,738 km                          |                              |                              |
| Spurweite: | 1435 mm (Normalspur)               |                              |                              |
| Maximale Neigung: | 25 ‰                               |                              |                              |
| Minimaler Radius: | 250 m                              |                              |                              |
| |                                    |                              |                              |
| \| \| \| von Herlasgrün \| \| \| \| 0,000 \| Lottengrün \| 531 m \| \| \| \| nach Oelsnitz (Vogtl) \| \| \| \| 1,460 \| Theuma Ldst \| 506 m \| \| \| 3,326 \| Theuma \| 488 m \| \| \| 5,095 \| Großfriesen \| 458 m \| \| \| 6,774 \| Neuensalz \| 431 m \| \| \| 8,987 \| Viadukt Kleinfriesen (120 m) \| Viadukt Kleinfriesen (120 m) \| \| \| 9,209 \| Plauen (Vogtl)-Kleinfriesen \| 371 m \| \| \| \| von Gera Süd \| \| \| \| 12,738 \| Plauen (Vogtl)-Chrieschwitz \| 333 m \| \| \| \| nach Weischlitz \| \| |                                    |                              |                              |
| Strecke (außer Betrieb) |                                    | von Herlasgrün               | von Herlasgrün               |
| Bahnhof (Strecke außer Betrieb) | 0,000                              | Lottengrün                   | 531 m                        |
| Abzweig geradeaus und nach links (Strecke außer Betrieb) |                                    | nach Oelsnitz (Vogtl)        | nach Oelsnitz (Vogtl)        |
| Dienststation / Betriebs- oder Güterbahnhof (Strecke außer Betrieb) | 1,460                              | Theuma Ldst                  | 506 m                        |
| Bahnhof (Strecke außer Betrieb) | 3,326                              | Theuma                       | 488 m                        |
| Bahnhof (Strecke außer Betrieb) | 5,095                              | Großfriesen                  | 458 m                        |
| Haltepunkt / Haltestelle (Strecke außer Betrieb) | 6,774                              | Neuensalz                    | 431 m                        |
| Brücke (Strecke außer Betrieb) | 8,987                              | Viadukt Kleinfriesen (120 m) | Viadukt Kleinfriesen (120 m) |
| Haltepunkt / Haltestelle (Strecke außer Betrieb) | 9,209                              | Plauen (Vogtl)-Kleinfriesen  | 371 m                        |
| Abzweig ehemals geradeaus und von rechts |                                    | von Gera Süd                 | von Gera Süd                 |
| ehemaliger Bahnhof | 12,738                             | Plauen (Vogtl)-Chrieschwitz  | 333 m                        |
| Strecke |                                    | nach Weischlitz              | nach Weischlitz              |

Die Bahnstrecke Lottengrün–Plauen war eine Nebenbahn in Sachsen. Sie begann im Bahnhof Lottengrün an der Bahnstrecke Herlasgrün–Oelsnitz und führte nach Plauen. Dort bestand Anschluss an die Elstertalbahn (Gera–Weischlitz).

## Geschichte
Im Jahr 1897 forderten die Besitzer der Theumaer Schieferbrüche erstmals einen Bahnanschluss an die Strecke Herlasgrün–Oelsnitz in Lottengrün. 1901 fanden erste Vorarbeiten für eine Industriebahn Lottengrün–Theuma statt. Am 7. Juli 1902 wurde die 3 km lange Güterstrecke genehmigt und wenig später auf einfachste Weise erbaut. Am 15. Dezember 1903 wurde die nur dem Güterverkehr dienende Strecke eingeweiht. Im sächsischen Streckenschema erhielt die Verbindung die Kurzbezeichnung LT.

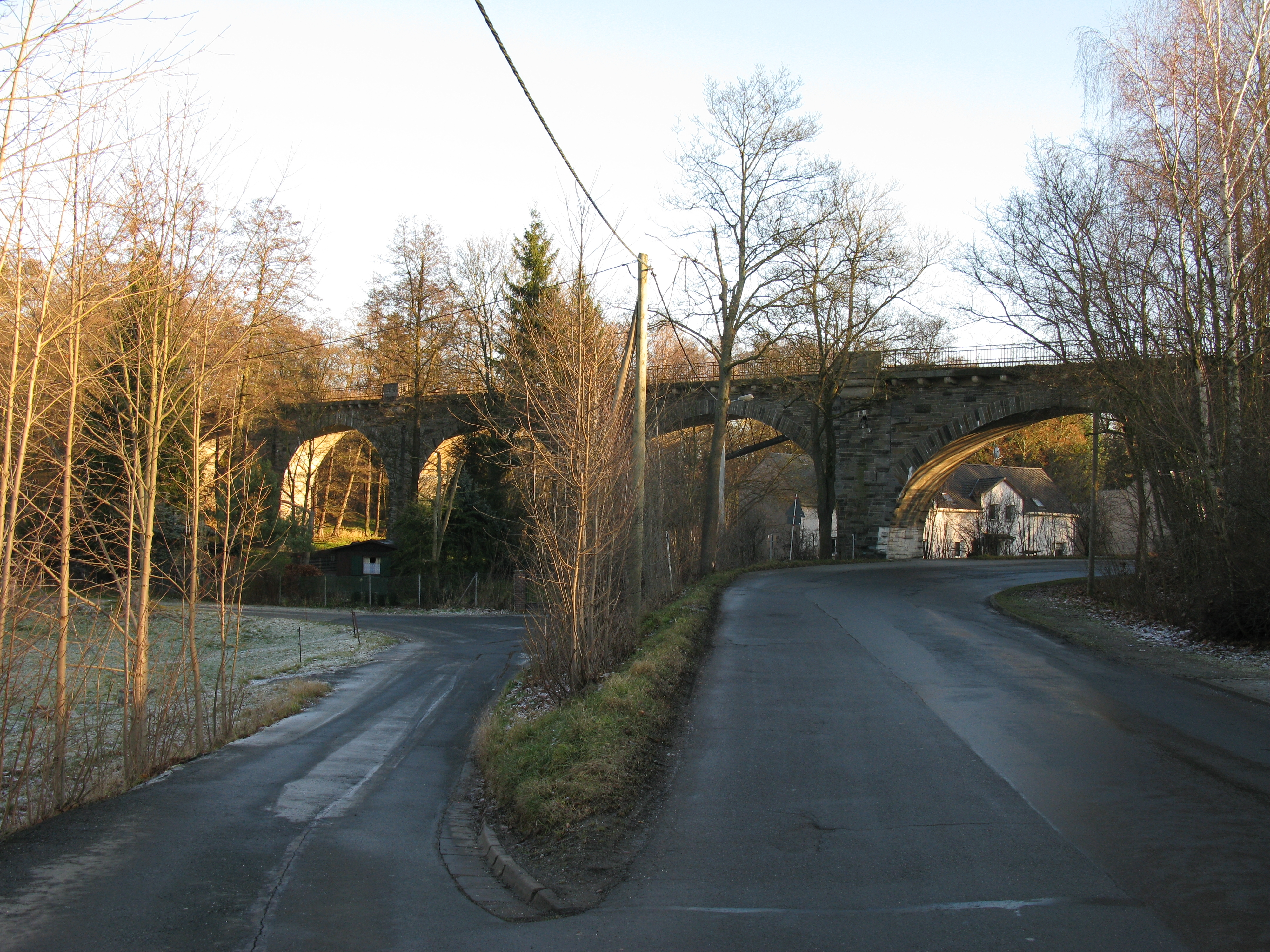
Viadukt Kleinfriesen

Die zwischen Falkenstein und Plauen gelegenen Gemeinden forderten jedoch schon bald die Fortführung der Trasse bis Plauen. Mit dem Dekret Nr. 38 von 1910 wurde die Strecke durch den sächsischen Landtag unter der Voraussetzung konzessioniert, dass die an der Strecke liegenden Gemeinden und sonstigen Eigentümer die benötigten Grundstücke kostenlos bereitstellen. Streit gab es noch um den geplanten Endpunkt in Plauen. Wegen des enormen Höhenunterschiedes vom Elstertal bis zum oberen Bahnhof war eine Trassierung dorthin wenig realistisch, sodass als Endpunkt der untere Bahnhof festgelegt wurde. Die Einbindung in die Elstertalbahn war danach in Plauen-Chrieschwitz vorgesehen, von dort bis Plauen unt Bf sollte die Elstertalbahn für den zusätzlichen Verkehr zweigleisig ausgebaut werden.
Die ersten Vorarbeiten begannen 1912/13. Am 5. Oktober 1914 begannen die eigentlichen Bauarbeiten an der Strecke, die wegen des mittlerweile ausgebrochenen Ersten Weltkrieges nur langsam vorankamen. Die Eröffnung der neuen Strecke war ursprünglich für den 1. Oktober 1916 vorgesehen, ab dem 15. November 1917 verkehrten lediglich Güterzüge zwischen Lottengrün und Großfriesen.
Die Arbeiten an dem restlichen Abschnitt bis Plauen verzögerten sich allerdings immer mehr. Wegen gestiegener Arbeitslöhne und Materialkosten war der ursprünglich vorgesehene Kostenrahmen von 2,08 Mio. Mark schon weit überschritten worden. Erst am 30. Mai 1923 konnte die komplette neue Strecke mit einem Festakt eröffnet werden. Am 1. Juni 1923 wurde der planmäßige Personen- und Güterverkehr auf der Gesamtstrecke aufgenommen.
1970 beschloss die Reichsbahndirektion Dresden die Einstellung der Strecke. Am 26. September 1970 verkehrten die letzten Reisezüge. Der Güterverkehr wurde noch bis zum Herbst 1972 zur Bedienung der Theumaer Schieferbrüche aufrechterhalten. Ende 1972 begann der Gleisabbau, der bis 1974 beendet war.

## Streckenbeschreibung

### Streckenverlauf
Ausgehend vom Bahnhof Lottengrün zweigte die Trasse nach Plauen von der Bahnstrecke Herlasgrün–Oelsnitz nach Nordwesten ab. Sie führte am Schieferbruch Theuma vorbei und tangierte den gleichnamigen Ort im Westen. Nun führte sie weiter nach Nordwesten und berührte Großfriesen und Neuensalz am Ortsrand. Ab Neuensalz verlief die Bahnstrecke nach Westen. Dabei wurde zunächst die heutige Bundesautobahn 72 überquert. In Kleinfriesen führte die Bahnstrecke nach Norden, wo sie in Chrieschwitz in einem Bogen in die Bahnstrecke Gera Süd–Weischlitz einmündete und nun zweigleisig bis zum Bahnhof Plauen (Vogtl) unt Bf führte.

### Betriebsstellen
Lottengrün ⊙

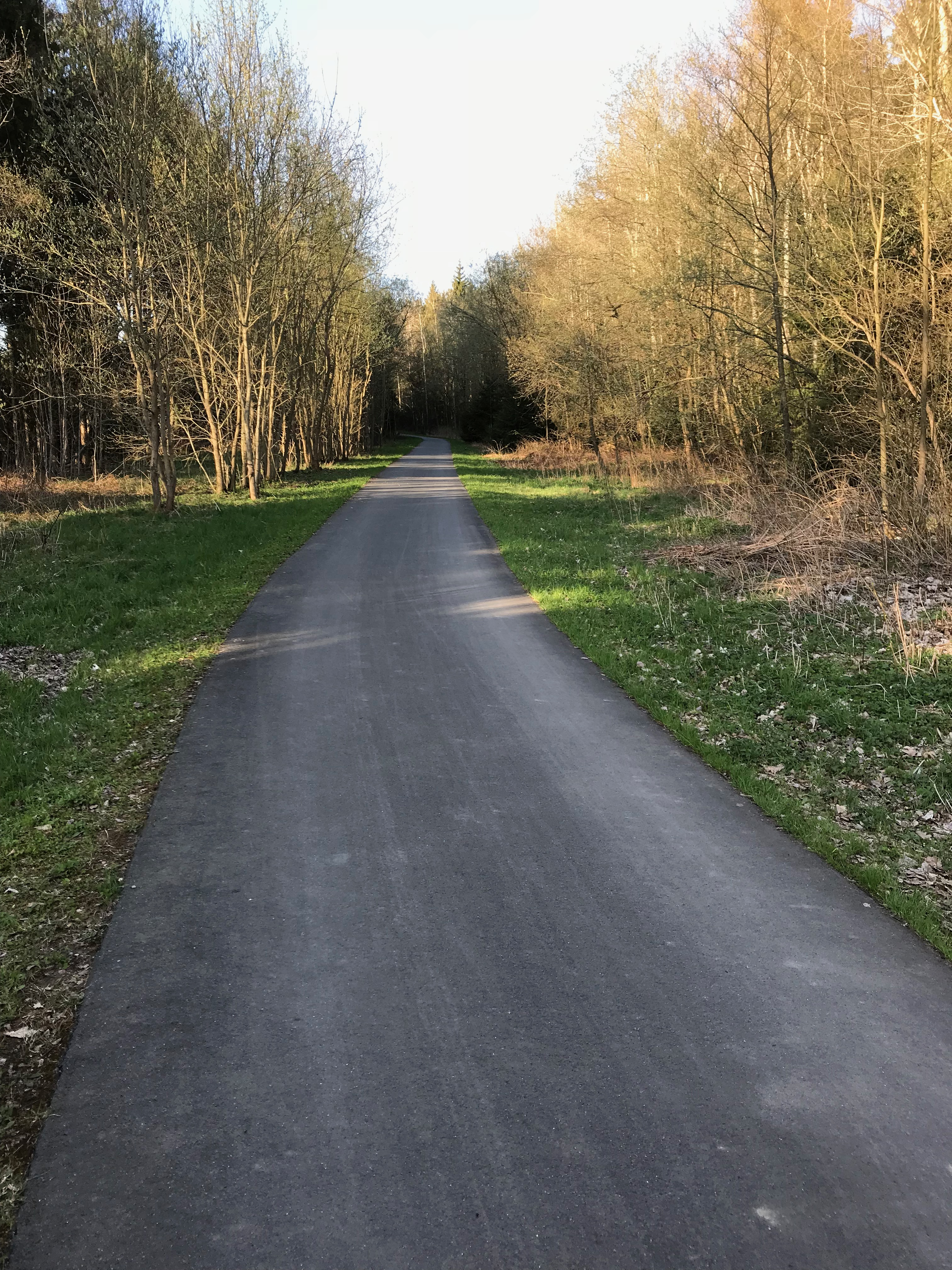
Standort ehemaliger Bahnhof Lottengrün (2018), jetzt Bahntrassenradweg

Der Bahnhof Lottengrün entstand um 1869 aus einer hier angelegten Wasserstation an der Bahnstrecke Herlasgrün–Oelsnitz. Zunächst zur Güterladestelle erweitert, wurde ab 1879 auch Personenverkehr durchgeführt. Zudem zweigte ab 1902 eine Industriebahn zu den Theumaer Schieferbrüchen ab, die später als öffentliche Bahnstrecke bis Plauen verlängert wurde. 1951 wurde wegen des geringen Verkehrsaufkommens der Abschnitt Lottengrün–Oelsnitz abgebaut. Am 26. September 1970 endete der Personenverkehr auf dem Abschnitt Falkenstein (Vogtl)–Lottengrün und der Bahnstrecke Lottengrün–Plauen. Nachdem im Herbst 1972 die Bedienung der Theumaer Schieferbrüche auf dem Schienenweg eingestellt wurde, ging der nunmehrige Güterbahnhof Lottengrün am 1. Oktober 1972 außer Betrieb. Das Empfangsgebäude der Station im Osten von Lottengrün ist bis heute erhalten.
Theuma Ldst ⊙

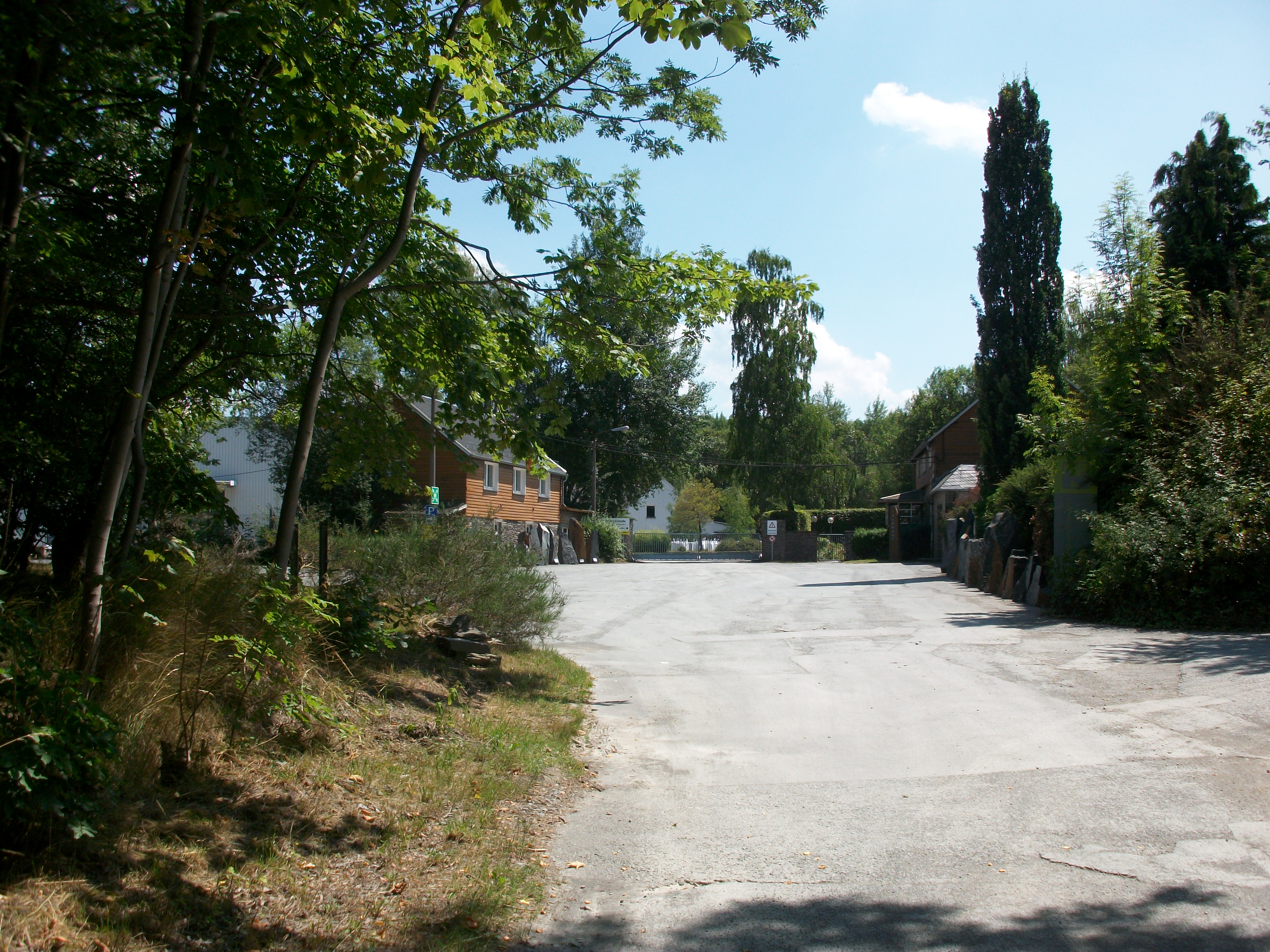
Ehemalige Ladestelle Theuma (2018)

Theuma Ldst wurde am 15. Dezember 1903 als Verladestation für die Theumaer Schieferbrüche in Betrieb genommen. Mit der Eröffnung der Gesamtstrecke und der Einweihung des Güterbahnhofs im Westen von Theuma wurde die südlich des Orts gelegene Ladestelle am 1. Juni 1923 geschlossen. Sie befand sich im Bereich des heute noch betriebenen Natursteinwerks Theuma.
Theuma ⊙

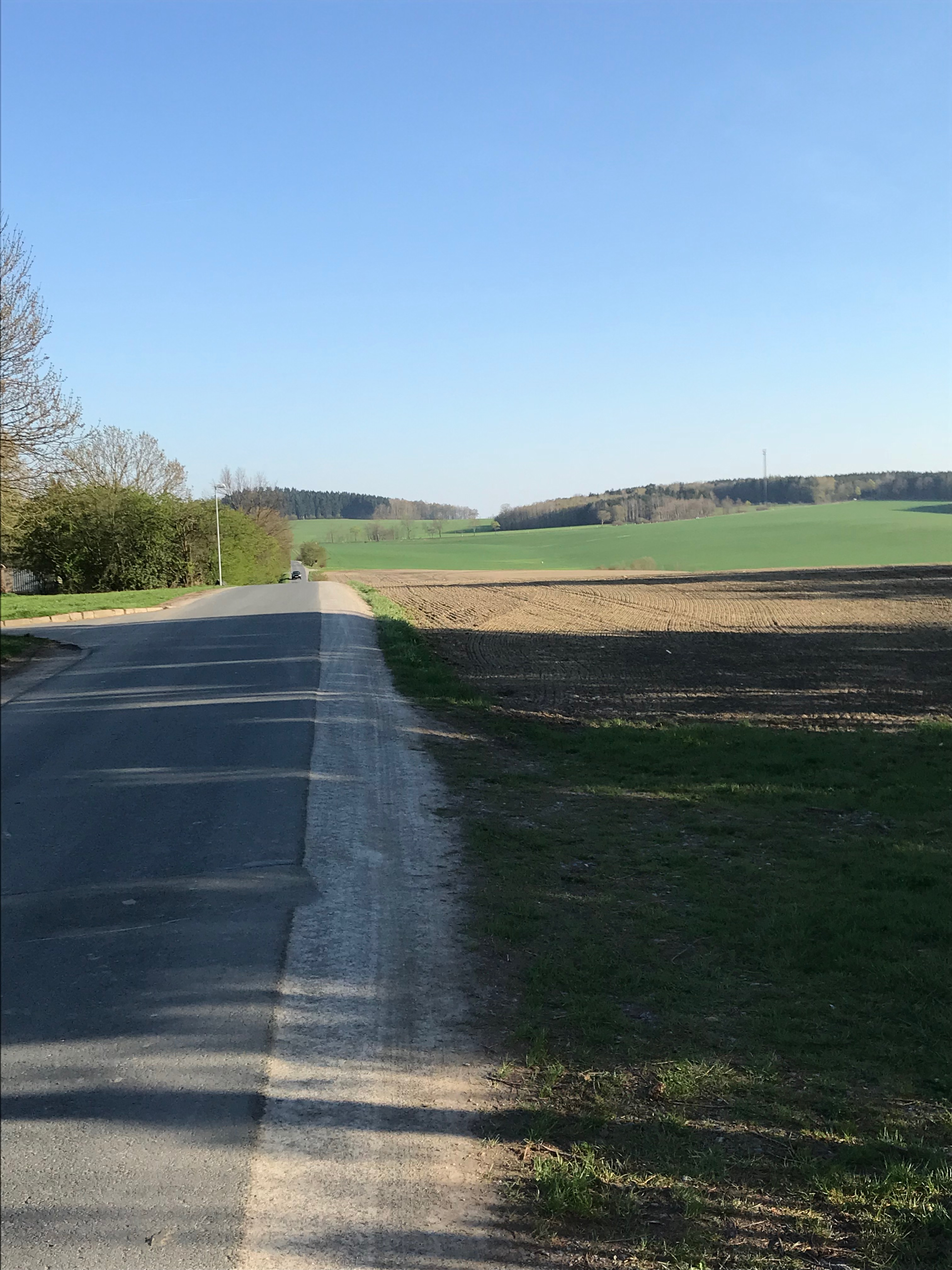
Ehemalige Haltestelle Theuma (2018)

Die Haltestelle Theuma wurde am 15. November 1917 als Güterbahnhof eröffnet und 1923 zum Bahnhof gewidmet. Die Station ist also jünger als die Ladestelle Theuma. 1964 erfolgte die Herabstufung zur Haltestelle und mit der Einstellung des Personenverkehrs am 27. September 1970 die Widmung zur Ladestelle. Am 1. Mai 1971 ging die Station außer Betrieb. Von den Hochbauten der Station blieb nur das Wohnhaus erhalten. Auf dem Areal im Westen von Theuma im Bereich der Straßen „Am Sportplatz“/„Lindenstraße“ wurde ein Spielplatz angelegt.
Großfriesen ⊙

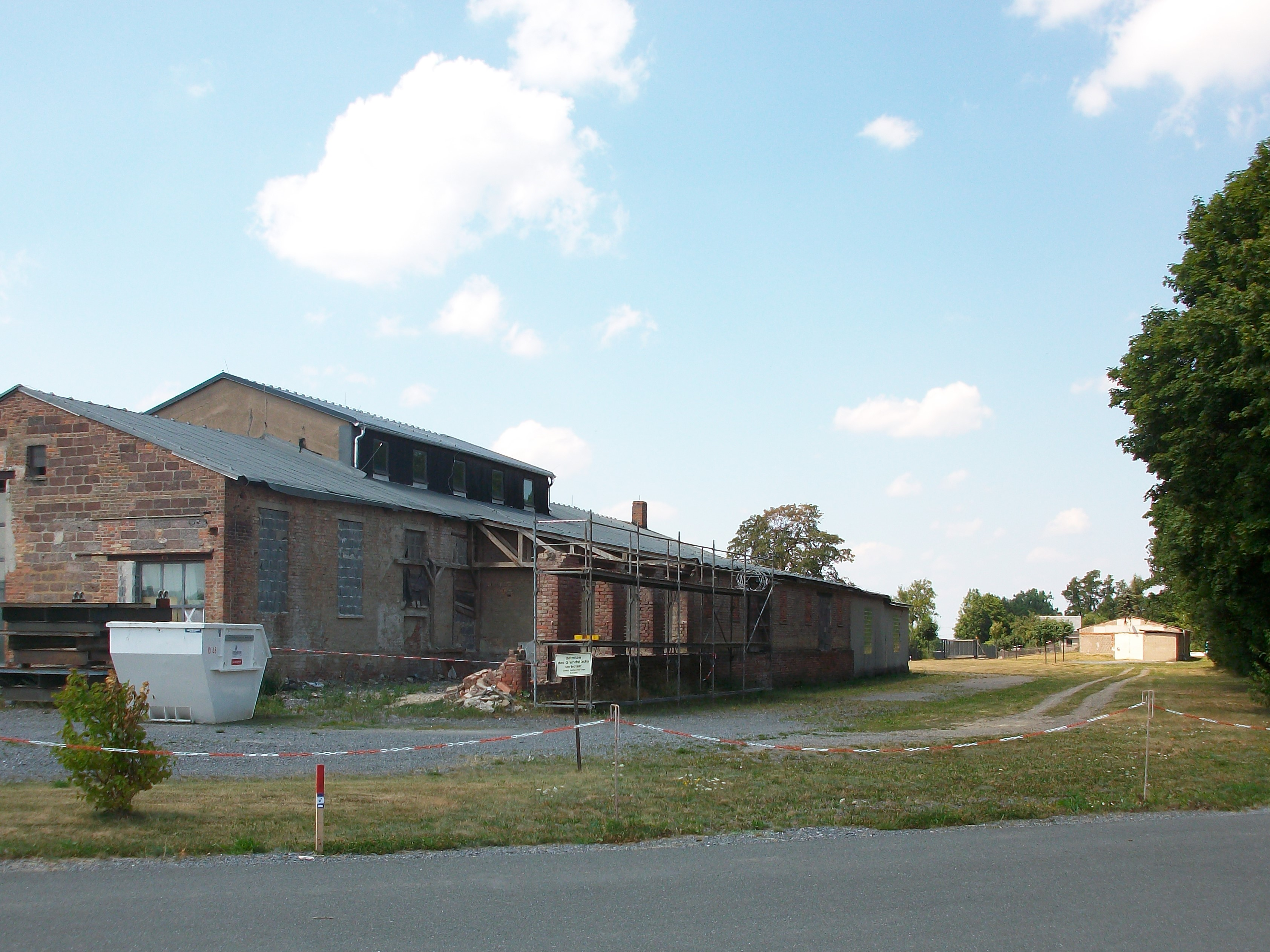
Standort der ehemaligen Haltestelle Großfriesen (2018)

Die  Haltestelle Großfriesen wurde am 1. Juni 1923 als Bahnhof eröffnet und 1933 zur Haltestelle zurückgestuft. Die Station befand sich im Südosten von Großfriesen. Sie wurde mit der Einstellung des Personenverkehrs am 27. September 1970 zu einer Ladestelle umgewidmet, bis sie am 1. Mai 1971 außer Betrieb ging. Das Areal wurde 1981 mit einer Lagerhalle überbaut, einzig das Wohnhaus ist noch erhalten.
Neuensalz ⊙
Der Haltepunkt Neuensalz wurde am 1. Juni 1923 eröffnet. Die Station befand sich in einem Gleisbogen einige Kilometer südwestlich des Orts. Der Haltepunkt ging am 27. September 1970 außer Betrieb. Einzig das Wohnhaus der Station in der „Bahnhofstraße“ ist erhalten geblieben.

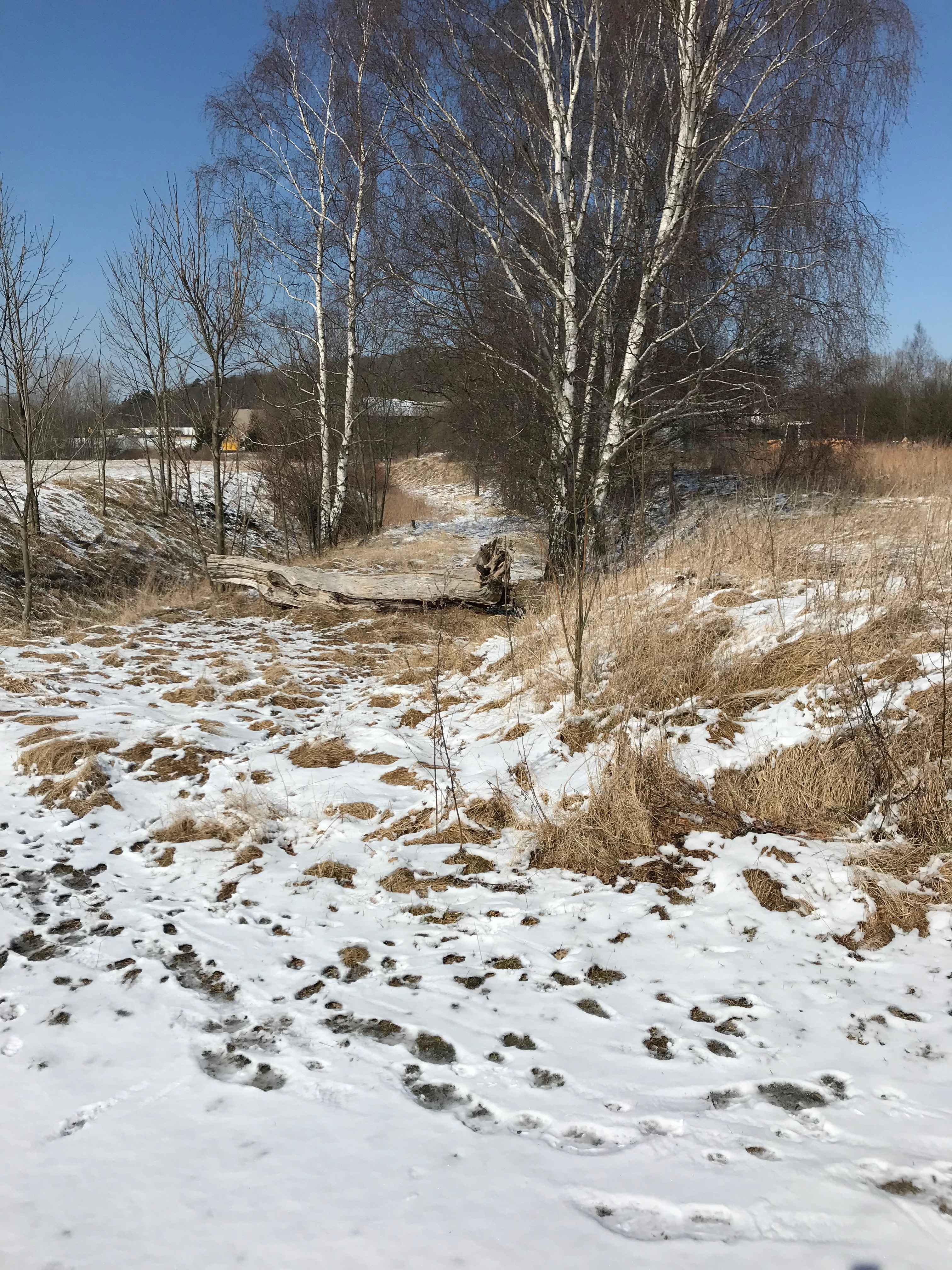
Ehemaliger Haltepunkt Neuensalz, Richtung Plauen (2018)
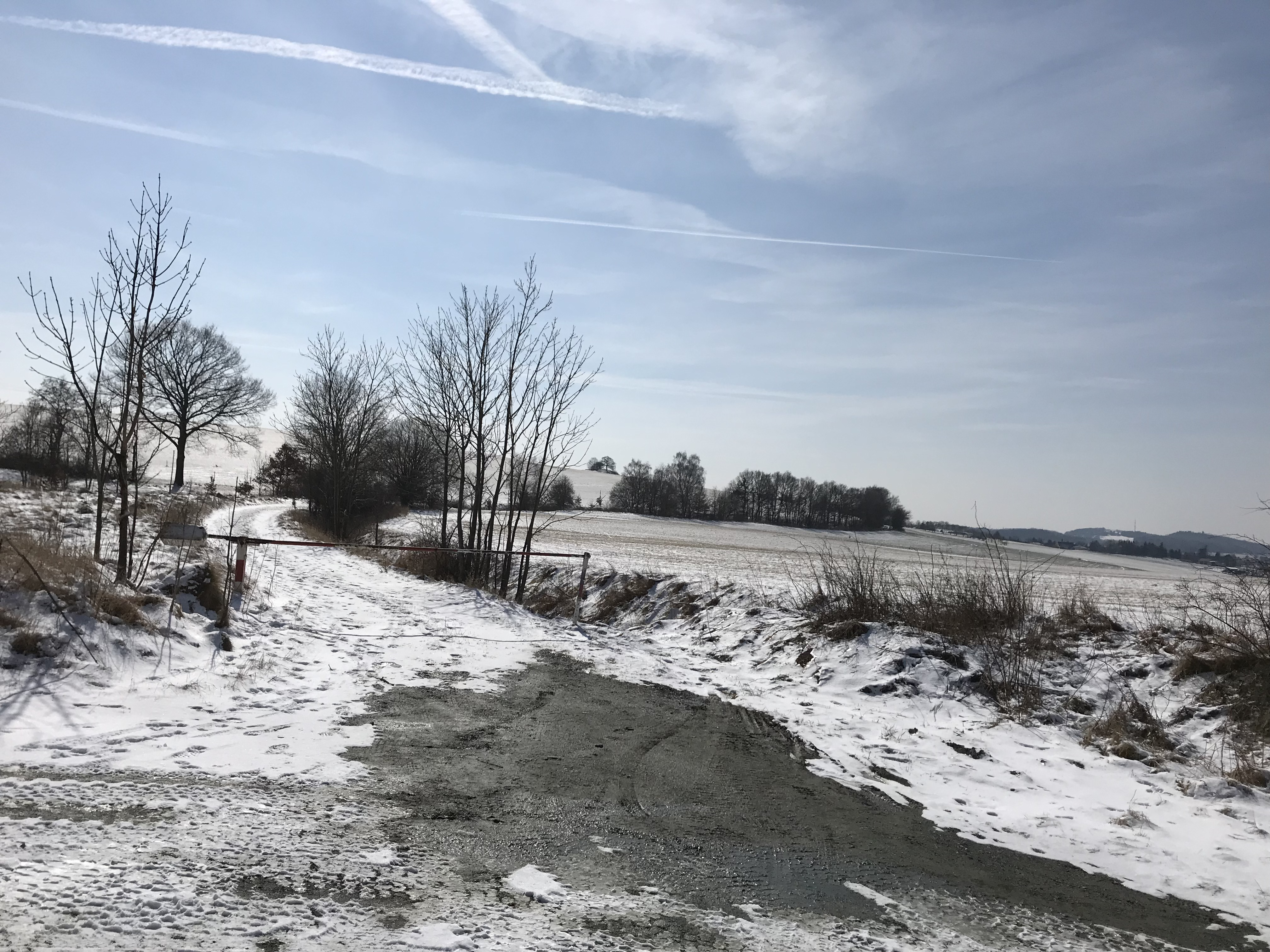
Ehemaliger Haltepunkt Neuensalz, Richtung Theuma (2018)
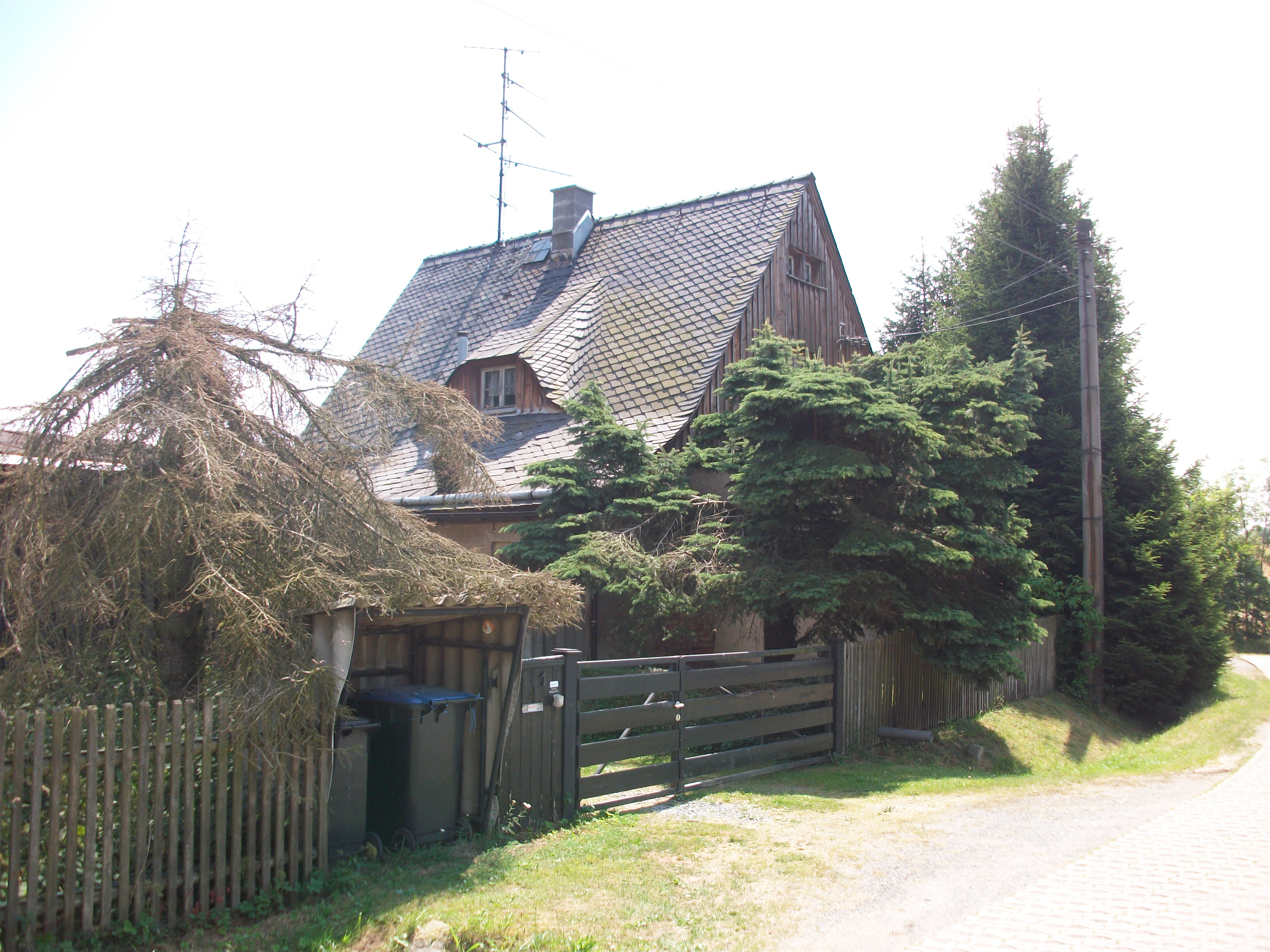
Ehemaliger Haltepunkt Neuensalz, Wohnhaus (2018)

Plauen (Vogtl)-Kleinfriesen ⊙

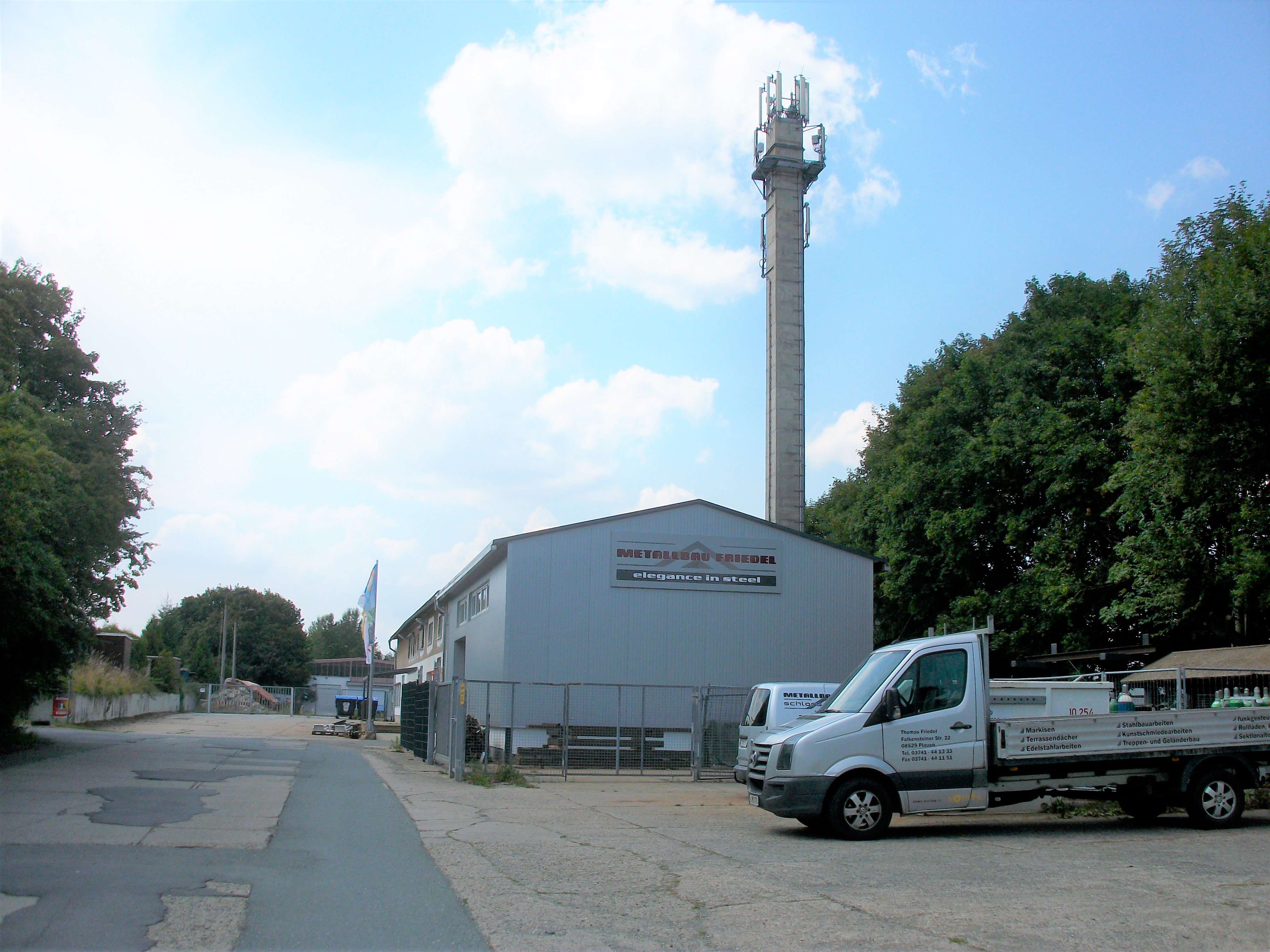
Standort der ehemaligen Haltestelle Plauen (Vogtl)-Kleinfriesen (2018)

Die  Haltestelle Plauen (Vogtl)-Kleinfriesen wurde am 1. Juni 1923 als Bahnhof eröffnet und 1933 zur Haltestelle zurückgestuft. Die Station befand sich im Norden von Kleinfriesen. Sie ging mit der Stilllegung der Bahnstrecke am 27. September 1970 außer Betrieb. Während das Wohnhaus bis heute erhalten ist, existiert das Empfangsgebäude nicht mehr. Auf dem Areal der Haltestelle steht heute eine Lagerhalle. Die sich in Richtung Plauen (Vogtl) Chrieschwitz anschließende Trasse ist heute von der vierspurigen Bundesstraße 173 überbaut. Weiterhin erinnert in Kleinfriesen die Straße „Am Alten Bahndamm“ an die Bahnstrecke.
Plauen (Vogtl)-Chrieschwitz ⊙

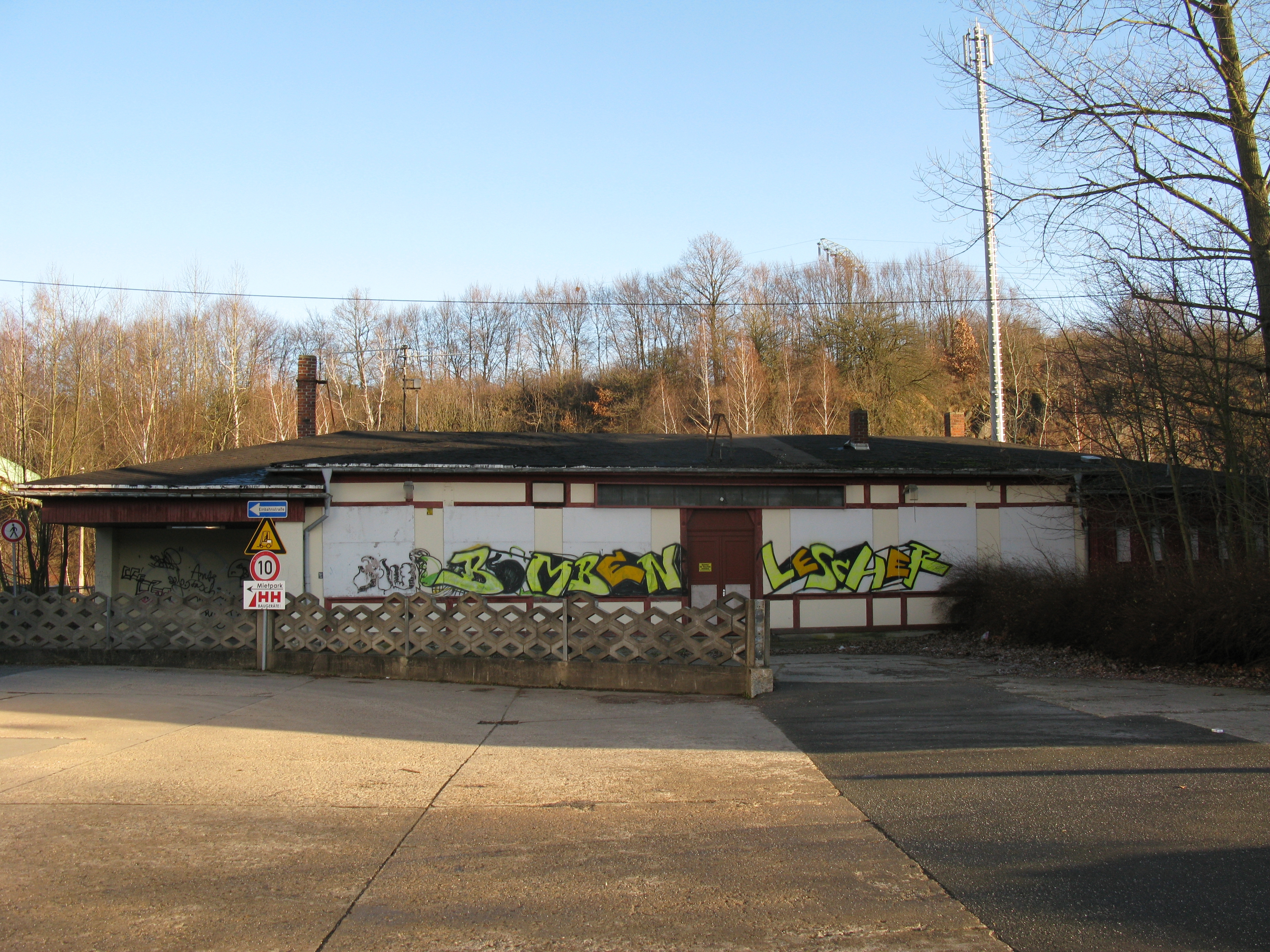
Empfangsgebäude des Bahnhofs Plauen (Vogtl) Chrieschwitz

Der Bahnhof Plauen (Vogtl) Chrieschwitz wurde am 1. Juni 1923 mit der Einweihung der hier einmündenden Bahnstrecke Lottengrün–Plauen in die Bahnstrecke Gera Süd–Weischlitz eröffnet. Diese von Osten vor dem Bahnhof einmündende Strecke wurde in der Folge bis zum Bahnhof Plauen (Vogtl) unt Bf zweigleisig ausgebaut. 1946 wurde das zweite Gleis als Reparationsleistung demontiert. Anfang der 1970 erfolgten die Stilllegung und der Abbau der Bahnstrecke nach Lottengrün. Auf dem frei gewordenen Areal wurde im Zuge der Entstehung des Plattenbau-Gebiets Plauen-Chrieschwitz ein Palettenbahnhof eingerichtet. Weiterhin waren auch einige Industriebetriebe mit Gleisen an den Bahnhof angeschlossen, von denen heute nur noch eine Stahlbaufirma regelmäßig bedient wird.
Nach dem Rückbau des Bahnhofs steht seit 2004 nur noch ein durchgehendes Gleis zur Verfügung. In diesem Zuge wurde die Station zum Haltepunkt zurückgestuft. Die 1984 errichtete Brücke über den Bahnhof musste aufgrund des maroden Zustands des Bauwerks im Jahr 2006 geschlossen werden. Da die Bahnsteige des Haltepunkts nur über diese erreichbar sind, ging mit der Schließung der Brücke auch die Auflassung des Haltepunkts einher.